# 加拿大總理府暨樞密院大樓
加拿大總理府暨樞密院大樓（英語：Office of the Prime Minister and Privy Council）是加拿大聯邦政府行政部門之總部所在地，舊名朗之萬樓，位於加拿大安大略省渥太華，其面向加拿大國會山莊，該辦公大樓於1884年動工，1889年竣工。 
該樓曾在新聞媒體中借指總理府與樞密院事務局，後來因為原住民的反對以及加拿大歷史上郎之萬參與加拿大印地安人寄宿學校系統的歷史，加拿大總理杜魯多將其更為現名。
加拿大總理府暨樞密院大樓是加拿大國家歷史遺址。